# 너의 췌장을 먹고 싶어 (2017년 영화)
《너의 췌장을 먹고 싶어》(일본어: 君の膵臓をたべたい)는 2017년 공개된 일본의 청춘 로맨스 영화이다. 스미노 요루의 동명 소설을 원작으로 한다. 주연은 하마베 미나미와 키타무라 타쿠미이다.

## 줄거리
모교에서 고등학교 교사로 근무하는 시가에게 곧 철거 예정인 도서관의 장서 정리를 맡아 달라는 요청이 들어온다. 학생 시절 도서위원으로서 도서관의 모든 책을 분류한 업적이 있기 때문이다. 오랜만에 도서관 책을 들춰보던 시가는 지금은 죽고 없는 사쿠라에 대한 추억을 떠올린다.
12년 전의 늦봄, 고등학생 시가는 마음을 터놓은 친구는 한 명도 없이 구석에서 책만 읽는 학생이었다. 맹장으로 잠시 입원했을 때, 병원 바닥에서 '공병문고(共病文庫)'라는 이름이 붙은 일기장을 줍게 된다. 일기장은 같은 반의 인기인 야마우치 사쿠라의 것이었다. 사쿠라는 자신이 췌장암에 걸려 곧 죽게 될 것임을 고백하고 비밀을 지켜달라고 한다.
그 뒤로 사쿠라가 시가의 주위를 멤돌기 시작한다. 갑자기 도서부에 들어온 사쿠라는 시가에게 '너의 췌장을 먹고 싶어'라는 말을 남기는데, 이는 상대의 안에 영혼이 되어 남고 싶다는 의미라고 덧붙인다. 사쿠라는 시가를 '가장 친한 친구'라고 부르면서, 같이 디저트 가게에 가서 좋아하는 여자가 있느냐는 등의 부끄러운 질문을 하기 시작한다. 이 때문에 시가와 사쿠라가 사귄다는 소문이 퍼진다. 사쿠라의 친구 쿄코는 시가를 아니꼽게 보기 시작하고, 시가의 물건이 사라지는 등의 괴롭힘이 발생하기도 한다.
사쿠라는 '죽기 전 하고 싶은 것'을 시가에게 들이민다. 시가는 사쿠라에게 이끌려 갑작스러운 규슈 여행을 떠난다. 둘은 연인처럼 데이트를 즐기고 호화로운 스위트룸에 묵게 된다. 사쿠라가 시가에게 진실게임을 제안하고 이를 통해 둘은 사이가 더욱 돈독해진다. 여행에서 돌아온 후, 사쿠라가 시가를 집에 초대한다. 사쿠라가 시가를 유혹하기 시작하자, 발끈한 시가가 사쿠라를 덮쳤다가 이내 사과한다. 감정적이 되어 사쿠라의 집을 나온 시가 앞에 사쿠라의 전 남자친구였던 반장이 나타난다. 반장이 시가를 추궁하자 시가가 빈정대며 반격하고 반장이 시가에게 주먹을 날린다. 따라나온 사쿠라가 이를 목격하고, 반장에게 접근하지 말라고 경고한다. 사쿠라가 시가를 집으로 데리고 들어오고, 둘은 화해한다.
그러나 사쿠라는 병세가 나빠져서 그 다음날부터 학교를 쉬기 시작한다. 시가가 사쿠라의 병문안을 오면서 쿄코와 마주치는 일이 늘어나고, 사쿠라는 시가에게 쿄코와 친구가 되라고 제안한다. 사쿠라의 병세는 더욱 심각해져서 퇴원 시기가 늦춰진다. 병원에서 빠져나와 몰래 여행을 가자는 사쿠라의 메시지에, 시가는 심상치 않음을 느끼고 밤중에 사쿠라의 병실을 찾는다. 둘은 진실게임을 하고, 살고 싶느냐는 시가의 질문에 사쿠라는 그렇다고 답한다.
마지막 짧은 외출을 허락받은 사쿠라는 시가와 디저트 가게에서 만나기로 한다. 기다리던 중에, 자신을 칭찬해달라는 사쿠라의 메시지를 받은 시가는, 여러 말을 생각하다 '너의 췌장을 먹고 싶어'라는 한 마디를 보낸다. 그러나 사쿠라는 가던 길에 묻지마 살인으로 칼에 찔려 살해당한다. 큰 충격을 받은 시가는 한 달이 지나고 나서야 사쿠라의 집을 찾는다. 사쿠라의 어머니는 딸의 요청에 따라 시가에게 공병문고를 전달한다. 공병문고에는 겉으로는 당당하게 행동하던 사쿠라의 불안과 두려움의 감정 등이 고스란히 적혀 있었다. 모두 읽은 시가는 그 자리에서 오열한다.
현재, 책을 정리하던 시가는 도서카드에서 사쿠라의 낙서를 발견한다. 해당되는 책을 찾자 그 안에는 사쿠라가 시가와, 절친 쿄코에게 남기는 마지막 편지가 들어 있었다. 그리고 그날은 바로 쿄코의 결혼식 날이었다. 허겁지겁 결혼식장으로 뛰어간 시가는 쿄코에게 편지를 전달한다. 그리고 그간 서먹하게 대한 것을 사과하며 자신과 친구가 되달라고 함으로써, 사쿠라와의 약속을 마침내 지킨다. 도서관으로 돌아온 시가는 사쿠라의 마지막 편지를 읽는다. 사쿠라는 시가가 삶의 기쁨을 느끼길 바랐으며, 마지막으로 '너의 췌장을 먹고 싶어'라는 말을 남겼다. 

## 배역
- 하마베 미나미 - 야마우치 사쿠라 역
- 키타무라 타쿠미/오구리 슌(성인) - 시가 하루키 역
- 오토모 카렌/키타가와 케이코(성인) - 타키모토 쿄코 역
- 야모토 유마/카미지 유스케(성인) - 미야타 카즈하루 / 껌군 역
- 사쿠라다 도리 - 타카히로 역
- 모리시타 다이치 - 쿠리야마 역
- 미카미 사야 - 모리시타 역
- 나카타 케이스케 - 나카타 역
- 나가노 사토미 - 야마우치 료코 역
- 후쿠나가 아카리

## 참고 사항
- 감독과 사쿠라 역의 하마베 미나미가 한국에 왔을 때 인터뷰를 하였다.